# Jacques Nicolas Colbert
Jacques Nicolas Colbert (14. února 1655, Paříž – 10. prosince 1707, Paříž) byl francouzský římskokatolický duchovní, arcibiskup rouenský, primas Normandie, syn významného francouzského státníka Jeana-Baptisty Colberta.

## Život
Jacques Nicolas Colbert se narodil jako druhé dítě Jeana-Baptiste Colberta. Zatímco jeho starší bratr Jean-Baptiste Colbert, markýz de Seignelay se stal politikem, jako jejich otec, Jacques byl určen pro církevní kariéru. Byl vyučován Noëlem Alexandrem, dominikánským teologem, který však byl později odsouzen pro své jansenistické názory.
Jacques se stal opatem v Le Bec-Hellouin a 4. srpna 1680 obdržel biskupské svěcení z rukou rouenského arcibiskupa Françoise Rouxela de Médavy, ke kterému byl ustanoven jakožto biskup koadjutor a prozatímně získal titulálrní arcibiskupství Kartagijské. Arcibiskupem z Rouenu a Primasem Normandie se stal 29. ledna 1691.

## Biskupská svěcení
Jako arcibiskup udělil Colbert tři biskupská svěcení:
- Jean-Baptiste de La Croix de Chevrières de Saint-Vallier, arcibiskup z Quebecu
- Guillaume Bochart de Champigny, biskup valenský
- Jacques Desmarets, biskup z Ries (dnes zaniklá diecéze), poté arcibiskup z Auch